# Йон Рабе (фильм)
«Йон Рабе» (нем. John Rabe) — немецко-китайско-французский фильм 2009 года, снятый Флорианом Галленбергером по мотивам биографии Йона Рабе, создавшего Нанкинскую зону безопасности.
Фильм был снят на основе дневника, написанного Йоном Рабе, премьера фильма состоялась на 59-м Берлинском кинофестивале.

## Сюжет
В конце 1937 года немецкий бизнесмен Йон Рабе вместе со своей женой Дорой находится в Нанкине. Рабе — директор местного отделения компании Siemens, он прожил в Нанкине более 30 лет и готовится уехать в Берлин, передав свои дела преемнику. Во время прощального вечера, устроенного в честь отъезда Йона Рабе, происходит налёт японской авиации на Нанкин, город подвергается бомбардировке. Рабе, пытаясь спасти жителей города, открывает ворота компании и впускает их внутрь. Все укрываются под нацистским флагом. Японцы, увидев флаг, прекращают бомбардировку.
На следующее утро иностранцы, находящиеся в городе, обсуждают, что им делать дальше. Атташе немецкого посольства Георг Розен сообщает, что в Шанхае создана зона безопасности для гражданских лиц. Розен предлагает создать такую же зону в Нанкине, его предложение поддерживают. Йона Рабе предлагают назначить руководителем зоны. В конечном итоге все соглашаются с этим, несмотря на возражения американского медика Роберта Уилсона. На следующий день Рабе отправляет свою жену в Германию, корабль на котором она плывёт, подвергается бомбардировке со стороны японской авиации.
Тем временем японские войска в результате битвы рядом с Нанкином берут в плен солдат Национально-революционной армии. Затем японская армия входит в Нанкин и устраивает там резню. Йону Рабе и международному комитету всё-таки удаётся создать зону безопасности, которую признают командующие японскими войсками. Члены комитета прилагают все усилия, чтобы спасти людей от японцев.
Со временем Уилсон и Рабе становятся друзьями. Они вместе встречают Рождество. Уилсон, узнав, что Рабе болен диабетом и у него нет инсулина, достаёт инсулин у японцев.
В конце фильма Рабе покидает город.

## В ролях
- Ульрих Тукур — Йон Рабе
- Даниэль Брюль — доктор Георг Розен
- Стив Бушеми — доктор Роберт Уилсон
- Чжан Цзинчу — Лан Шу
- Анн Консиньи — Валери Дюпре
- Дагмар Манцель — Дора Рабе
- Теруюки Кагава — Принц Ясухико
- Готфрид Йон — Оскар Траутман

## Критика
Ни одна крупная японская кинокомпания не решилась показать фильм в Японии. Галленбергер также подтвердил наличие трудностей с показом фильма в Японии. Режиссёру фильма предлагали обеспечить показ фильма в Японии при условии, что он вырежет из фильма все сцены с участием принца Асаки, отдавшего приказ о начале резни, но Галленбергер отказался.
Против показа фильма в Японии выступали японские ультранационалисты, заявляющие, что Нанкинской резни не было. 17 мая 2014 года фильм всё-таки был показан в Японии на кинофестивале, посвящённом сохранению исторических фактов о Нанкине (яп. 南京・史実を守る映画祭).
На сайте Rotten Tomatoes фильм получил от критиков рейтинг в 75 % и 77 % — от зрителей.

### Премии
Фильм был номинирован на Deutscher Filmpreis в семи номинациях и победил в четырёх из них (лучший художественный фильм, лучшая мужская роль, лучшая работа художника по костюмам, лучшая работа постановщика)